# It's Just a Thought
It's Just a Thought (in inglese:È solo un pensiero) è un brano musicale pubblicato nell'album Pendulum, sesto LP dei Creedence Clearwater Revival.
È una lenta ballata soul che riflette le atmosfere del Memphis groove. Il testo di difficile comprensione (introverso) è accompagnato da una dolce linea d'organo  suonata da John Fogerty. È una delle canzoni di Pendulum che descrive l'imminente rottura della band (che sarà resa nota con un comunicato stampa il 16 ottobre 1972).
Il brano era stato registrato nel novembre del 1970 a San Francisco, presso i Wally Heider's Studios. 
La band non eseguì mai questo brano dal vivo.

## Musicisti
- John Fogerty -  voce, organo Hammond
- Tom Fogerty - chitarra
- Doug Clifford - batteria
- Stu Cook - basso elettrico